# Cixi
L'emperadriu vídua Cixi (en xinès: 慈禧太后; en pinyin: Cíxǐ tàihòu; transcripció de Wade-Giles: Tz'u-hsi) (29 de novembre de 1835-15 de novembre de 1908), coneguda pel poble a la Xina com a emperadriu vídua de l'oest (西太后), i coneguda oficialment després de la seva mort com a emperadriu Xiaoqin Xian (孝欽顯皇后), va ser una figura potent i carismàtica que va ser de facto la sobirana de la dinastia manxú dels Qing que va regnar sobre Xina a la fi del segle xix i a l'inici del segle xx.
Els historiadors consideren que, probablement, va fer el millor que podia per superar les dificultats de la seva època, però la seva actitud conservadora no la va ajudar gaire i les potències occidentals van continuar aprofitant el nivell de desenvolupament tecnològic relativament feble del país.

## Noms
Cixi va tenir noms diferents en èpoques diferents de la seva vida, cosa que pot ser una mica desconcertant. A més, la majoria dels seus biògrafs occidentals, que generalment no llegien en xinès, confonien molt sovint els seus noms, i les biografies de Cixi escrites en anglès són generalment plenes d'errors. Aquí teniu una llista precisa de tots els seus noms, tal com apareixen en les fonts xineses més serioses (per exemple, els arxius de la ciutat prohibida i alguns altres treballs en xinès).

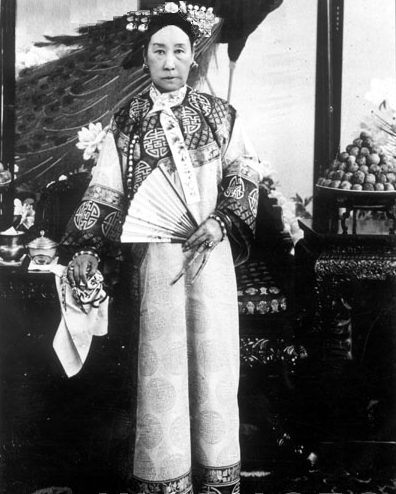
L'emperadriu Cixi

El nom que duia Cixi quan va néixer encara és un enigma no resolt. Quan va entrar a la ciutat prohibida, va ser registrada com a dama Yehenara, filla de Huizheng (惠征). Aleshores, va ser anomenada pel seu nom de clan, el clan Yehe-Nara, com era costum pel que feia a les noies manxú. Cixi era una persona bastant misteriosa, i parlava rarament de la seva infància. Quan va accedir al tron, el tema de la seva vida abans de la seva entrada a la ciutat prohibida era tabú, i la gent evitava de parlar-ne. No és gens sorprenent, doncs, que tant el record del seu nom original com el de la història de la seva joventut s'hagin perdut.
Quan va entrar a la ciutat prohibida el mes de setembre del 1851 (o juny del 1852, segons les fonts), Cixi va ser designada com a concubina de cinquè rang (貴人), i va rebre el nom de Lan (蘭, que significa 'orquídia'). Per tant, el seu nom era concubina de cinquè rang Lan (蘭貴人). A la fi del desembre del 1854 o a l'inici del gener del 1855, va ser promoguda a concubina de quart rang (嬪). El seu nom va ser canviat, i el nou nom que va rebre va ser Yi (懿, que significa 'bona', 'exemplar', 'virtuosa'), de tal manera que el seu nom va ser concubina de quart rang Yi (懿嬪). El 27 d'abril de 1856, va tenir un fill, l'únic fill de l'emperador Xianfeng (l'emperadriu consort no havia donat cap hereu), i va ser immediatament ascendida a concubina de tercer rang Yi (懿妃). Finalment, el febrer del 1857, la van tornar a promoure i la van fer concubina de segon rang Yi (懿貴妃).
A finals de l'agost del 1861, després de la mort de l'emperador Xianfeng, el seu fill de cinc anys va esdevenir el nou emperador (conegut com a l'emperador Tongzhi a partir del 1862). Cixi va ser oficialment nomenada santa mare emperadriu vídua¹ (聖母皇太后), un privilegi important sabent que mai havia sigut emperadriu consort quan l'emperador Xianfeng vivia. Va tenir el privilegi d'esdevenir emperadriu vídua només perquè era la mare biològica del nou emperador. També va rebre un nom honorífic (徽號) que era Cixi (慈禧), que vol dir 'maternal' i 'portadora de sort'. Pel que fa a l'emperadriu consort, la van fer emperadriu mare vídua (母后皇太后), un títol que li donava preeminència sobre Cixi, i li van donar el nom honorífic de Ci'an (慈安), que significa 'maternal' i 'tranquil·la'. Com que estava allotjada a la part oest de la ciutat prohibida, Cixi va ser coneguda com a l'emperadriu vídua de l'oest (西太后), mentre que Ci'an, que vivia a la part est de la ciutat prohibida, va ser coneguda com a emperadriu vídua de l'est (東太后).

## La seva presa de possessió
El 1860, durant la Segona Guerra de l'Opi, francesos i anglesos van atacar Pequín i la cort va haver de fugir a Jehol a Manxúria. Xianfeng va caure en depressió i va morir el 22 d'agost de 1861 als 30 anys.
Just abans de la mort de l'emperador, dos grups s'oposen per governar. El primer està format per dos cosins favorits de l'emperador, els prínceps Yi i Zheng. És en el segon grup on Cixi troba el seu lloc al seu costat el comandant de la guàrdia imperial, Rong Lu (de vegades considerat un amant secret) i el príncep Gong que guarda el tron de Pequín. Cixi també compta amb el suport del Gran Eunuc. Pel que fa a Ci'an, la primera esposa de l'emperador i emperadriu vídua, es manté neutral. Per tant, és cobejada per ambdues faccions perquè se suposa que exerceix la regència a la mort de l'emperador, excepte en el cas de disposicions contràries d'aquest últim.
Un edicte que atorgava els títols de regents i guardians del jove hereu al tron (el fill de Cixi) va ser arrencat a l'emperador al seu llit de mort a favor dels prínceps Yi i Zheng. Per engany, Cixi roba el segell imperial, que li permet validar o no els decrets imperials.
Mentre té lloc el funeral de l'emperador, els dos prínceps rebutjats així com el seu aliat mandarí Su Shun s'estan preparant per posar les mans al segell robat recentment. Cal atacar el comboi i recuperar el segell del cadàver de l'emperador difunt. No obstant això, la trama es desembolica, provocant el fracàs de la conspiració, quan en Rong Lu es posa a cavall i es posa al dia amb els assassins empleats pel trio. Uns dies després, els instigadors són eliminats: Su Shun és decapitat i els dos prínceps manxú reben permís per penjar-se. Ci'an, amb una personalitat feble, es fa costat a Cixi. Aquesta última, ja Emperadriu Mare, va prendre el títol d'Emperadriu Mare del Palau Occidental i Ci'an, Emperadriu Mare del Palau Oriental. Ara tenen el poder suprem a la Xina. Gong és nomenat Crown Advisor com a recompensa per la seva lleialtat. Zaichun, de sis anys, és entronitzat com a emperador amb el nom de Tongzhi. Aquesta successió força inesperada sembla aportar sang nova a la dinastia manxú, que fins aleshores havia estat en decadència.

### Mestra de l'Imperi

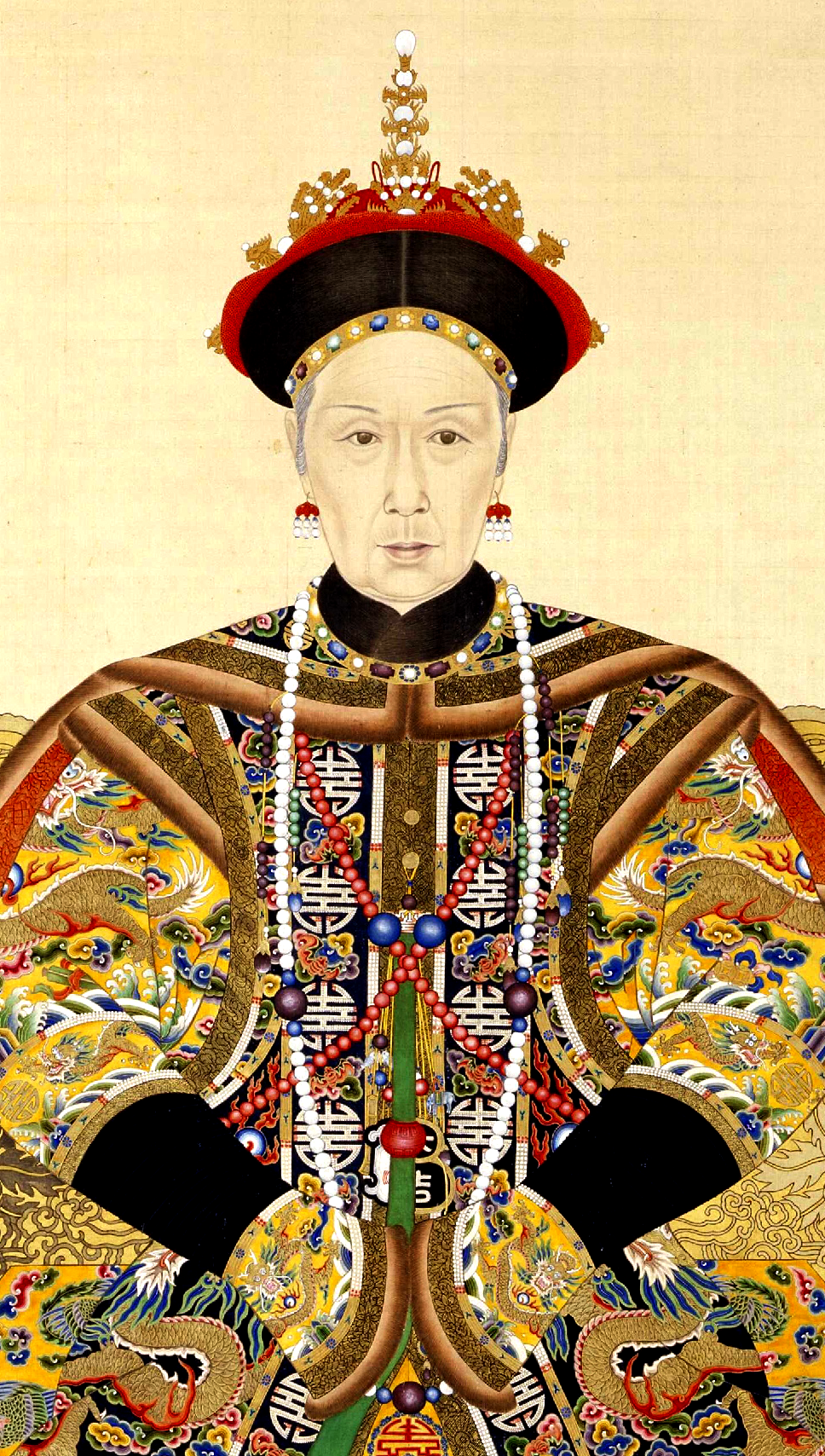
Retrat oficial de l'emperadriu vídua Cixi.

Quan l'emperador Xianfeng va morir el 1861, Cixi es va convertir en emperadriu vídua, associada amb Ci'an, llavors emperadriu. Llavors Cixi va tenir plens poders mentre Ci'an va romandre a la seva ombra fins a la seva mort el 1881.
En arribar a la majoria d'edat el 1873, Tongzhi va regnar sobre la Xina. Tanmateix, Cixi no té cap intenció de deixar-lo canviar l'ordre establert: el seu fill, el nou emperador, només regna en aparença mentre ella conserva el control de les decisions importants. Es mantenen les aparences: l'Emperador promulga els decrets, però la veritable decisió recau en la totpoderosa emperadriu vídua. Aquesta pràctica va ser anomenada pels seus contemporanis de regnar darrere del teló, expressió que cal prendre al peu de la lletra. Cixi va instal·lar una cortina a la sala del tron que era prou transparent per permetre-li veure l'esquena de l'Emperador i la gent que tenia davant, però prou opaca perquè no pogués ser vista. Asseguda darrere del tron imperial, estira els fils de l'Imperi, reduint el fill del cel al paper d'extra.
Cixi era de religió budista i també taoista. Va venerar especialment el bodhisattva Guanyin, la deessa de la misericòrdia.
En aquesta època, el jove emperador sortia de la Ciutat Prohibida gairebé totes les nits per divertir-se amb prostitutes o per fumar opi (una droga introduïda des de l'Índia pels britànics i prohibida pel seu consum per decret imperial). Però els seus excessos i la seva vida de disbauxa no li permeten durar gaire: va morir amb tot just dinou anys, l'any 1875. A la seva mort, segons els anals judicials, Cixi va expressar consternació: «Vaig pensar que podria ser feliç un cop el meu fill fos emperador; quan va morir, em vaig convertir en un altre perquè la meva felicitat s'havia acabat». Però la Cixi no té temps per enfonsar-se en el dolor perquè la dona de Tongzhi està embarassada. Si dona a llum un fill, aquest serà proclamat hereu del tron i Cixi serà destituïda del poder perquè la jove vídua assumiria la regència en el seu lloc. És per això que, el mateix dia de la mort del seu fill, va convocar els alts dignataris de l'Imperi perquè designés Zaitian com a hereu, el fill, de tot just quatre anys, de la seva germana i un príncep imperial. Aleshores, aquesta proclamació sembla ser un autèntic cop d'estat.
Zaitian esdevé el nou emperador sota el nom de Guangxu, però està subjecte a la mateixa sort que el seu predecessor. Un cop més, les dues viudes són responsables de la regència del fill menor. La mort de Ci'an el 1881 va deixar a Cixi com a únic regent. Decidit a preservar la tradició imperial xinesa, Cixi governa la Ciutat Prohibida amb mà de ferro. No obstant això, no va veure els senyals d'alerta de la decadència de la Xina imperial. Quan va arribar a la majoria d'edat, l'emperador Guangxu es va fer càrrec personalment dels afers governamentals, però va romandre efectivament el titella de Cixi.

### La decadència de la dinastia

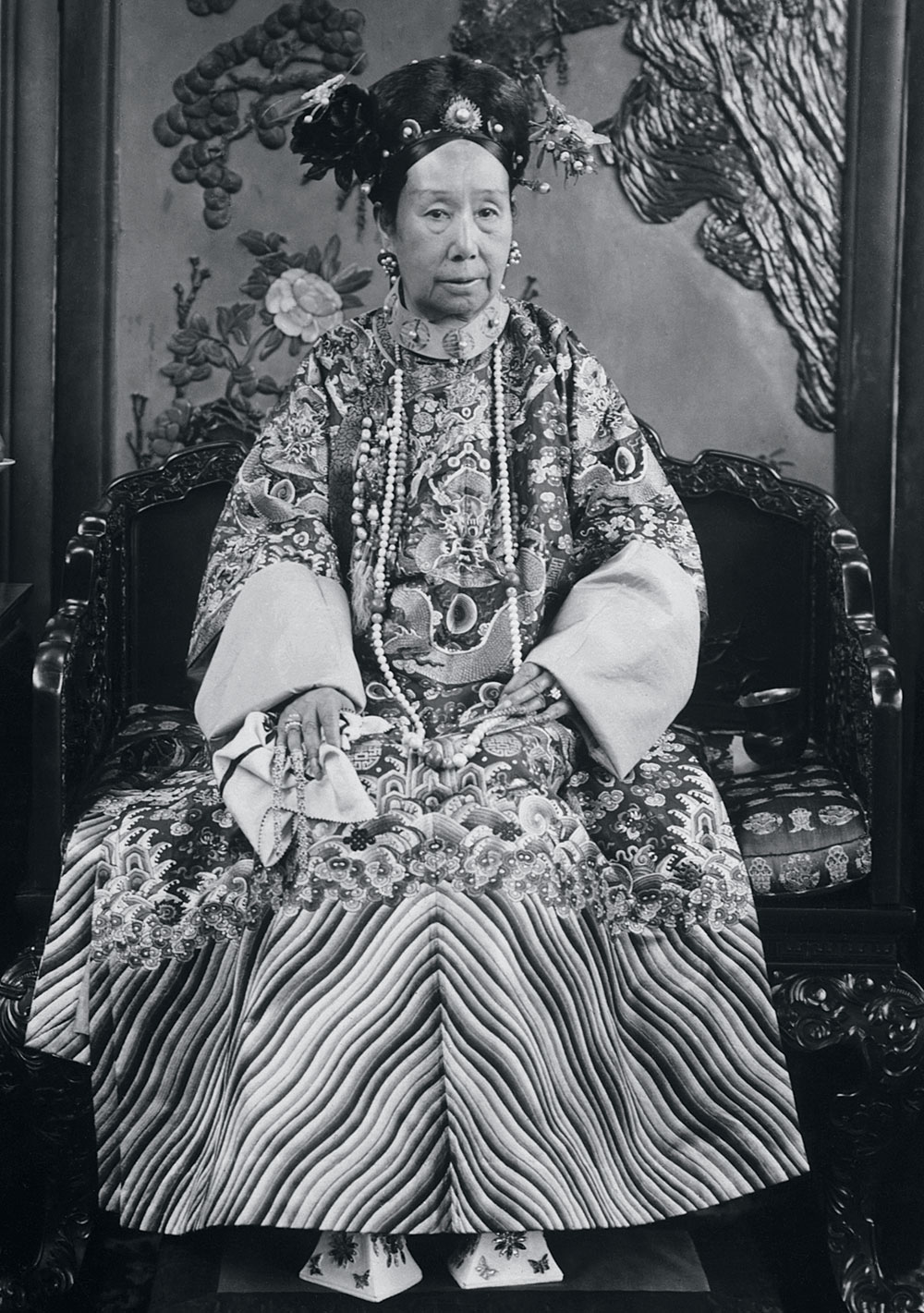
Emperadriu Cixi, el 1902.

Cixi, que viu a la Ciutat Prohibida amb els seus eunucs, considera que els occidentals són bàrbars i un perill per a la Xina. Quan va créixer, Guangxu finalment es va guanyar el seu lloc com a emperador de la Xina. Com el seu predecessor, va romandre fortament influenciat per Cixi però a poc a poc es va envoltar de reformadors influenciats per l'acció de l'emperador japonès Meiji i les idees occidentals. Va treure del govern els aristòcrates manxú, guardians de les tradicions. Aquest últim, en solidaritat amb l'emperadriu Cixi i l'exèrcit, va augmentar l'oposició per tal de derrotar aquest intent de liberalització de l'Imperi.
El 1898, a mesura que la Xina imperial es va debilitar, Guangxu va semblar no adherir-se als desitjos de la seva tia i va llançar la Reforma dels Cent Dies, un moviment de reforma en tots els àmbits. Per contrarestar aquest intent d'emancipació del seu nebot, Cixi no dubta a desacreditar-lo declarant-lo incapaç de governar. Va fer executar tots els consellers de l'emperador abans de cancel·lar els seus decrets. és el final d'un breu període reformista. Guangxu, declarat feble d'esperit, està tancat en un pavelló de la Ciutat Prohibida. Per tant, Cixi va assegurar de nou la regència del 1898 al 1908.
Pujun, el fill del seu conseller proper i nebot per matrimoni el príncep Tuan, és designat hereu al tron . Per contrarestar la influència de les potències estrangeres, i aconsellada en aquest punt pel príncep Tuan, l'emperadriu vídua va donar suport a la Rebel·lió dels bòxers el 1900. Vol oposar el patriotisme xinès als occidentals i, alhora, oblidar les decisions manxúries que no són unànimes. Els bòxers van massacrar cristians xinesos i sacerdots i van assetjar els llocs on s'havien refugiat els estrangers. Tanmateix, l'Aliança de les Vuit Nacions va acabar amb la revolta (Alemanya, Àustria-Hongria, Estats Units, França, Itàlia, Japó, Regne Unit i Rússia). Els occidentals envien un cos expedicionari per posar fi als disturbis. Cixi és llavors obligada a fugir de la Ciutat Prohibida i de Pequín cap a Xi'an. Per apaivagar les potències estrangeres, va encarregar als Bòxers de llançar els atacs i va ordenar que les tropes imperials participessin en la repressió del moviment. La Xina va quedar afectada amb el Protocol de Pau Boxer. El 3 gener 1902, Cixi va poder tornar a la Ciutat Prohibida de Pequín, però després de ser obligada a signar un tractat que obligava a la Xina a pagar les reparacions relacionades amb el conflicte durant gairebé quaranta anys.
El 3 de novembre de 1908, Guangxu encara sense fills als 30 anys, la seva tia Cixi, emperadriu vídua de la Xina i autèntica titular del poder, va nomenar un nen: Pu Yi, per assegurar la successió futura de Guangxu tot romanent regent durant molt de temps. Aleshores el nen té 2 anys i 10 mesos.
Sobtadament, l'emperador Guangxu va morir el 14 novembre 1908, a l'edat de 37 anys. I Cixi mor l'endemà de la mort de Guangxu. Va ser el Dalai-lama Thubten Gyatso qui va dirigir els rituals funeraris i va escriure l'elogi. El petit Pu Yi, fill de Zaifeng, germà petit de Guangxu, és hereu al tron sota la regència del seu pare.

### Assassinat de l'emperador Guangxu
La mort de Cixi el 15 novembre 1908, un dia després de la mort sobtada de Guangxu, va suscitar preguntes que romanien sense resposta. És possible que Cixi, sentint que s'estava morint, i incapaç de suportar que l'emperador pogués regnar lliurement i segons les seves pròpies conviccions, optés per suprimir-lo.
Segons una informació difosa el novembre de 2008 per l'agència de premsa de la Nova Xina i recollida pel diari Le Monde, l'emperador va morir d'enverinament per arsènic, a instigació de Cixi. De fet, les anàlisis científiques, algunes de les quals per activació de neutrons, haurien revelat en dos pèls, dues clavícules, una costella i un os, una taxa de contaminació per aquest verí 2.400 vegades superior a la normal.
Segons Pu Liang, ministre de Ritus de la Cort, un eunuc va portar iogurt d'arsènic a Guangxu, poc abans de la seva mort.
Finalment, la mateixa emperadriu Ci'an va morir després de tot just un dia de malaltia, potser enverinada.
La tomba de l'emperadriu Cixi va ser saquejada durant el saqueig del mausoleu oriental el 1928.

## La llegenda
Segons la llegenda que profetitza que la dinastia s'ensorraria a través d'una filla de la Casa de Yehe, el clan Yehe Nara, del qual procedia, hauria maleït la dinastia Qing. Curiosament, la majoria dels emperadors Qing mai van prendre concubines d'aquest clan, fins que Xianfeng va triar Cixi.

## Cinema
- 1914: La dona marcada d'Oscar Augustus Constantine Lund amb Jane Stuart.

- 1924: Manchu Love d’Elmer Clifton amb Etta Lee.

- 1948: Història secreta de la cort Quing (Quinggong mishi) de Zhu Shilin, actriu sense acreditar.

- 1963: The 55 Days of Beijing, pel·lícula de Nicholas Ray resseguint la Rebel·lió dels Bòxers. El paper de Cixi és interpretat per Flora Robson.

- 1975:

- - L'emperadriu vídua de Li Han Hsiang amb Lisa Lu.

- - The Boxer Rebellion (Pa Kuo Lien Chun) de Chang Cheh amb Li Li Hua.

- 1983:

- - Reign Behind a Curtain de Han Hsiang Li amb Liu Xiaoqing.

- - Crema del Palau Imperial de Li Han Hsiang amb Liu Xiaoqing.

- 1984: Tan Sitong de Chen Jialin amb Yumei Wang.

- 1987: L'últim emperador, pel·lícula de Bernardo Bertolucci que recorre la vida de l'últim emperador, Puyi. El paper de Cixi és interpretat per Lisa Lu.

- 1989: L'emperadriu vídua de Li Han Hsiang amb Liu Xiaoqing.

- 1995: Mao Pai Huang Di de Lau Kwok-kuen amb Petrina Fung Bob-o.

- 2007: La Ciutat Prohibida de Pequín - 2. La conspiració de la concubina (Chinas verbotene Stadt – 2. Die Herrschaft der Konkubine) de Christian Twente.